# Cavit Yenicioğlu
Cavit Yenicioğlu (* 27. Mai 1910 in Edirne; † 16. Dezember 2009, Ankara) war ein türkischer Brigadegeneral und der zweiundzwanzigste Großmeister der Großloge der Freien und Angenommenen Maurer der Türkei.

## Leben
Yenicioğlus besuchte das Elitegymnasium İstanbul Lisesi und ging nach seinem Abitur auf die Militärschule Kara Harp Okulu (dt.: Landkriegsschule). Im April 1931 wurde er zum Leutnant befördert. Zwischen 1934 und 1938 vollendete er seine Offiziersausbildung mit Auszeichnung an der Militärakademie Kara Harp Akademisi (dt.: Landkriegsakademie). 1938 wurde er dann Stabsoffizier. Nach mehreren Kommandanturen in verschiedenen Landesteilen wurde er zum Militärattaché ernannt und zuerst in den Iran und dann nach England geschickt. Des Weiteren diente er auch 14 Monate in Südkorea als Kommandant der dortigen türkischen Truppen. In der Putschzeit von 1960 unter dem Komitee der Nationalen Einheit wurde er als Militärgouverneur von Diyarbakir eingesetzt. Dieser Dienst dauerte aber nur drei Monate, weil er im Alter von 50 Jahren von den Putschisten in den verfrühten Ruhestand geschickt wurde.

## Freimaurerei
1962 erfolgte seine Lichteinbringung in der Yükseliş Loge. 1963 wurde er dann zum Gesellen und 1964 zum Meister. Er gehörte auch zu den Gründern der Arayiş Loge. Nach verschiedenen anderen Vorstandsaufgaben wurde er 1986 zum Großmeister gewählt.